# Rezolucija Vijeća sigurnosti UN-a 1420
Rezolucijom Vijeća sigurnosti UN-a 1420, jednoglasno usvojenom 30. lipnja 2002., nakon podsjećanja na sve prethodne rezolucije o sukobu u bivšoj Jugoslaviji, posebno rezolucije 1357 (2001.) i 1418 (2002.), Vijeće, djelujući prema Poglavlju VII Ujedinjenih naroda Poveljom, produžen je mandat Misije Ujedinjenih naroda u Bosni i Hercegovini (UNMIBH) i odobrio nastavak Stabilizacijskih snaga do 3. srpnja 2002.
Rezolucija, čiji su pokrovitelji Francuska, Republika Irska, Norveška i Ujedinjeno Kraljevstvo, usvojena je nakon veta na prethodni nacrt rezolucije Sjedinjenih Američkih Država kojom se mandat UNMIBH-a produljuje do kraja 2002. Veto je uložen nakon zabrinutosti u vezi stupanja na snagu Rimskog statuta Međunarodnog kaznenog suda 1. srpnja 2002. i njegove sposobnosti da kazneno goni osoblje iz zemalja koje nisu potpisnice Statuta, a SAD to nisu bile.

## Vanjske poveznice
| Wikizvor | Engleski Wikizvor ima izvorni tekst na temu: United Nations Security Council Resolution 1420 |

- Text of the Resolution at undocs.org